# Chaise Tulipe
 (avril 2019).
Si vous disposez d'ouvrages ou d'articles de référence ou si vous connaissez des sites web de qualité traitant du thème abordé ici, merci de compléter l'article en donnant les références utiles à sa vérifiabilité et en les liant à la section « Notes et références ».

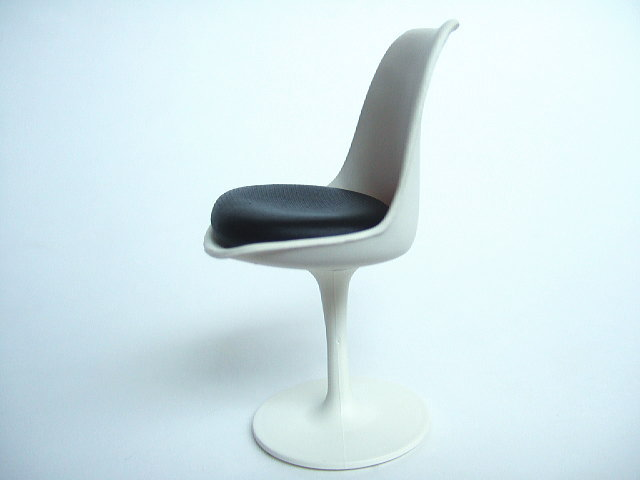
Tulip Chair (miniature éditée par Vitra)

La chaise Tulipe ou Tulip Chair a été dessinée par le designer finlandais Eero Saarinen en 1956 pour la société new-yorkaise Knoll. C'est une chaise mythique des années 1950[réf. nécessaire].
Originellement créée pour correspondre à la table à manger créée par Saarinen, cette chaise est d'un style moderne, fabriquée avec des matériaux expérimentaux à son époque, tels que la fibre de verre et l'aluminium. « J'ai voulu créer [...] une chaise d'une pièce » déclare Saarinen. Cette chaise est en effet conçue de façon que le pied (en aluminium) se transforme progressivement en l'assise (en fibre de verre). Cette création partage une approche similaire à certains des bâtiments de Saarinen où les éléments architecturaux (colonnes, poutres, voûtes, auvents) sont fusionnés en un ensemble unique (terminal TWA de l'aéroport international John-F.-Kennedy).
Accueillante, confortable, pivotante, elle est déclinée en de nombreuses variantes.
Cet objet est considéré au XXIe siècle comme un des objets phare du design industriel. Un exemplaire de cette chaise fait partie des collections permanentes du Musée Vitra bâlois et du MoMA. Son designer a reçu le Museum of Modern Art Award en 1969 pour sa création.
Dimensions de la chaise :
- largeur : 49 cm
- profondeur : 53 cm
- hauteur : 81 cm
- hauteur de l'assise : 49 cm